# Пултуский 183-й пехотный полк
183-й пехотный Пултуский полк — пехотная воинская часть Русской императорской армии.

## История
Ведёт своё начало от Черниговского внутреннего губернского батальона (сформирован 27 марта 1811 года).
В 1891 году из 47-го резервного кадрового батальона сформирован 172-й резервный пехотный Пултуский полк.
20 февраля 1910 года к нему были присоединены 240-й Краснинский и 245-й Солигаличский резервные батальоны (27 марта 1811 года — соответственно Смоленский и Костромской внутренние губернские батальоны). Образованный полк был назван 183-м пехотным Пултуским полком со старшинством от 27 марта 1811 года.
Полк принимал участие в Первой мировой войне, в частности, в Таневском сражении (18 – 25 июня 1915 года).

## Командиры
- 12.09.1897 — ? — полковник Давыдов, Михаил Павлович
- 29.02.1909 — 14.08.1914 — полковник Малеев, Дмитрий Павлович (попал в плен)
- хх.хх.1914 — хх.хх.1914 — подполковник Корнаковский, Роман Харитонович
- 10.11.1914 — хх.хх.1915 — полковник Карпов, Пётр Петрович
- 11.12.1915 — 20.06.1916 — полковник Говоров, Евгений Васильевич (убит в бою)
- 10.07.1916 — хх.хх.19хх — полковник Ефимов, Николай Александрович

## Люди, связанные с полком
- Мазеркин, Никанор Кузьмич (1897—1944) — советский военачальник, полковник. С июля по декабрь 1917 года служил и воевал в полку младшим офицером роты и командиром роты.
- Сарчинский, Константин Несторович – священник полка.